# Hrebinka
Hrebinka (in ucraino Гребінка?) è una città  dell'Ucraina (10 541 abitanti) situata nel distretto di Lubny, nell'oblast' di Poltava. Ospita l'amministrazione della comunità territoriale di Hrebinka, una delle comunità territoriali dell'Ucraina.
Fino al 18 luglio 2020 Hrebinka è stata il centro amministrativo del distretto di Hrebinka, abolito come parte della riforma amministrativa dell'Ucraina, che ha ridotto a quattro il numero dei distretti dell'oblast' di Poltava. L'area del distretto di Hrebinka è stata trasferita al Distretto di Lubny.